# Hospital Termal Rainha D. Leonor

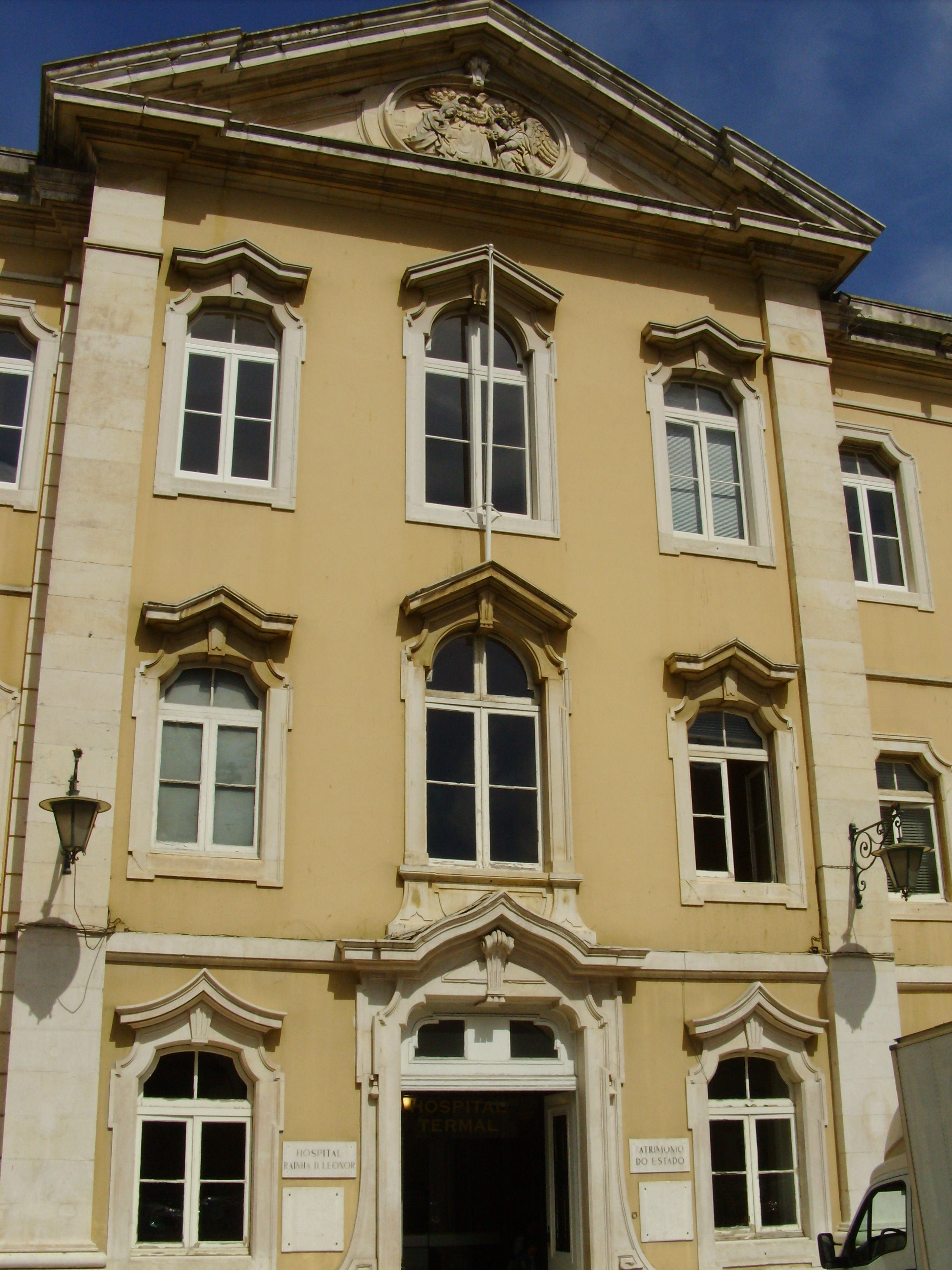
Hospital Termal Rainha D. Leonor: aspecto da fachada.

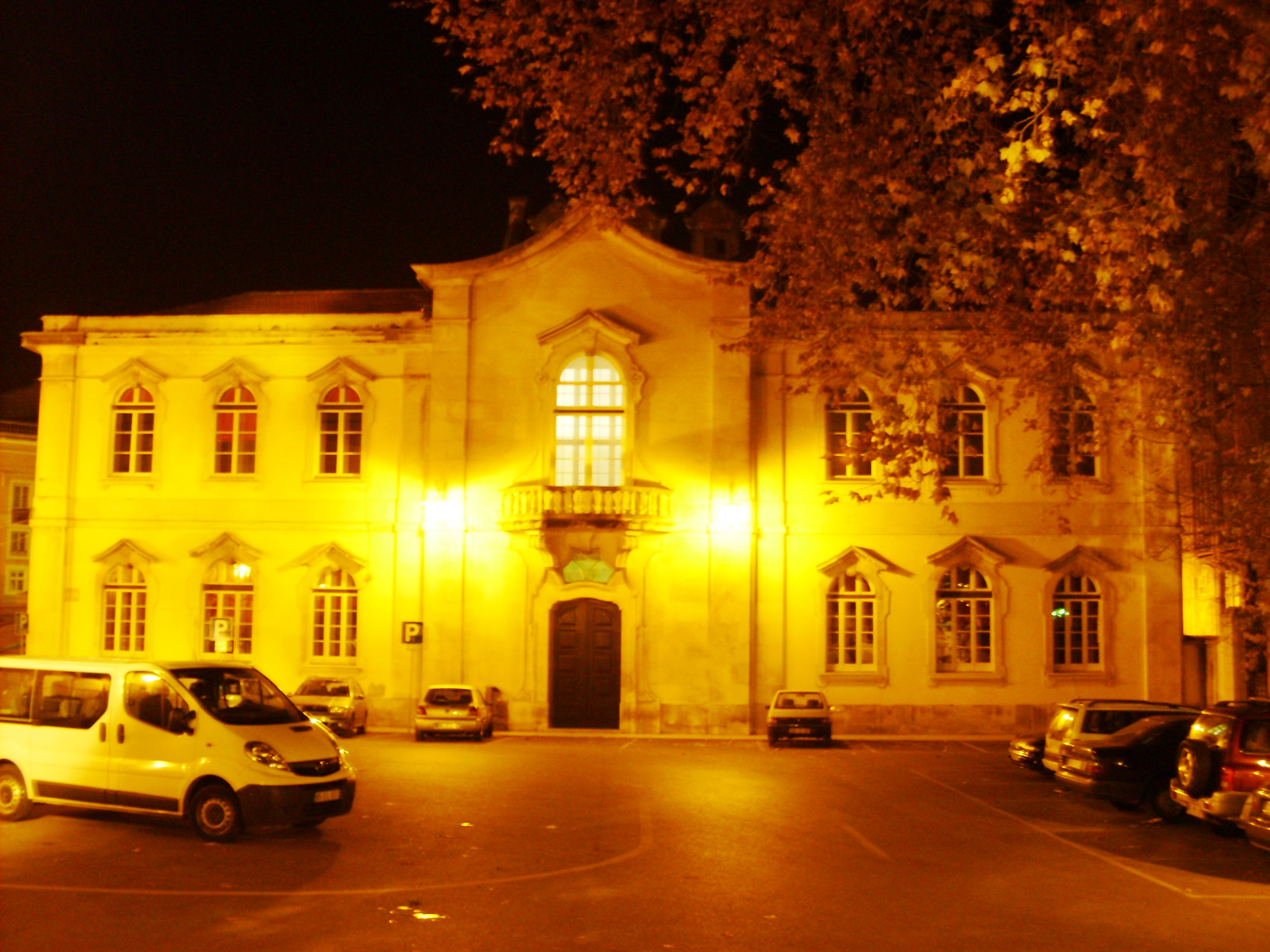
Hospital Termal Rainha D. Leonor: anexo (vista noturna).

O Hospital Termal Rainha D. Leonor, agora Termas das Caldas da Rainha, localiza-se no Largo Rainha D. Leonor, na atual freguesia de Nossa Senhora do Pópulo, Coto e São Gregório, na cidade e no município de Caldas da Rainha, região Oeste portuguesa.
É considerado o mais antigo hospital termal em funcionamento no mundo.

## História

### A fundação
A história do hospital termal liga-se à história da povoação. Segundo a lenda, quando em trânsito de Óbidos para a Batalha, em 1484, a rainha D. Leonor (1481-1525), esposa de João II de Portugal (1481-1495), e a sua comitiva, passaram por um local onde várias pessoas se banhavam em águas quentes, de cheiro forte. A rainha perguntou-lhes porque o faziam, uma vez que o hábito de tomar banho era incomum à época, tendo lhe sido respondido que eram doentes e que aquelas águas possuiam poderes curativos. A rainha quis comprová-lo e, como também tinha uma doença, banhou-se naquelas águas, logrando a cura. Por essa razão, no ano seguinte (1485) mandou erguer naquele lugar um hospital para todos aqueles que nele se quisessem tratar.
Para atender ao hospital, a soberana concedeu foral à povoação que se formou em torno dele, contando então com cerca de 30 moradores, onde concedia os benefícios de isenção da jugada (antigo tributo que recaía em terras lavradias), dos oitavos, da siza e de portagem, que também se estendiam aos mercadores que viessem de fora para comprar ou vender.
O hospital, concluído cerca de 1488, recebeu o nome de Nossa Senhora do Pópulo, ainda de acordo com a tradição porque se destinava ao atendimento do povo. Era sob essa invocação ainda que se encontrava a Capela Real, projetada inicialmente como capela do hospital, com duas janelas interiores que a ligavam à enfermaria, e que acabou por ser convertida em Igreja Matriz.
Sob o reinado de João III de Portugal (1521-1557) aqui terá trabalhado o arquiteto obidense Inofre de Carvalho, aproximadamente entre 1538 e 1547.

### O reinado de D. João V
O hospital sofreu extensa campanha de reconstrução entre 1747 e 1750 sob o patrocínio de D. João V e D. Maria Ana de Áustria. Nessa fase foram demolidas várias edificações, entre elas a primitiva Casa da Câmara e Cadeia, reconstruída no centro da povoação. Com projeto de Manuel da Maia e Eugénio dos Santos, foram criadas as piscinas e instalada a "buvete" (uma espécie de chafariz), erguidos dois pisos no edifício principal e alterada a fachada, que adquiriu o estilo joanino, então em voga. Foram ainda erguidos um Palácio Real, para hospedagem da Família Real (por detrás do Hospital), e o conjunto de três chafarizes em que se destaca o Chafariz das Cinco Bicas.
A Igreja de Nossa Senhora do Pópulo foi tudo o que restou do primitivo hospital.

### O consulado pombalino
Sob o reinado de José I de Portugal, o marquês de Pombal determinou a reforma do Regimento do Hospital Termal (1775). Entre outras alterações em seu funcionamento, a data de abertura anual passava a ser 15 de maio, razão pela qual se acredita ser o dia da cidade comemorado nessa data.

### O século XIX
No século XIX, no contexto da Guerra Peninsular, as dependências do hospital foram utilizadas para aquartelamento de soldados franceses (1808), e para atendimento aos feridos (franceses e ingleses) na Batalha da Roliça e na Batalha do Vimeiro.
No fim do século destacou-se a administração de Rodrigo Maria Berquó (1888-1896). Deve-se-lhe, entre outras obras, a construção de mais um piso para acolher enfermarias, bem como a edificação dos pavilhões do Parque, criados para receberem áreas de internamento da unidade hospitalar, e a reestruturação da Mata Rainha D. Leonor e do Parque D. Carlos I.
No século XX, o hospital termal passou por altos e baixos, desde ter polarizado as termas da moda em Portugal, nas primeiras décadas, até a um período de maiores dificuldades nas últimas décadas. Não acompanham a regeneração das termas em Portugal e as condições financeiras únicas por via dos fundos comunitários e outros.

### Os nossos dias
O hospital termal encontra-se encerrado, depois de um período de contínuos interregnos. Desde 2002 que foi proposta a classificação do conjunto termal das Caldas da Rainha como monumento nacional, mas apenas se encontra em vias de classificação, desde o Anúncio n.º 13439/2012, DR, 2.ª série, n.º 182, de 19-09-2012. Fazem parte do conjunto proposto: o hospital termal, o balneário novo (antiga Casa da Convalescença), a igreja de Nossa Senhora do Pópulo (monumento nacional), o Museu do Hospital e das Caldas (antiga Casa Real), a mata Rainha D. Leonor e o parque D. Carlos I (que inclui os Pavilhões do Parque e o Museu de José Malhoa, imóvel de interesse público). Mas os serviços centrais da Cultura apenas consideraram o hospital termal e o parque no âmbito do conjunto em vias de classificação, o que provocou diversas reclamações de especialistas e cidadãos, mas sem acolhimento por parte da Direcção Geral do Património Cultural.
A 13 de Março de 1985 foi feito Membro-Honorário da Ordem do Mérito.

## Património
Integram o património do Hospital, à disposição da comunidade:
- Museu do Hospital e das Caldas
- Igreja de Nossa Senhora do Pópulo
- Ermida de São Sebastião (Caldas da Rainha)
- Parque D. Carlos I
- Mata Rainha D. Leonor